# Junta de Extremadura
La Junta de Extremadura es el órgano colegiado de gobierno de la comunidad autónoma de Extremadura (España). Sus funciones y competencias, entre las que se encuentran establecer la política general y dirigir la administración autonómica, emanan del Estatuto de Autonomía de Extremadura, promulgado el 25 de febrero de 1983.
La Junta de Extremadura está compuesta por el Presidente, el vicepresidente y los consejeros. Cada Consejero está al frente de una Consejería, siendo nombrados y separados libremente por el presidente. Los órganos de gobierno están supeditados a la Asamblea de Extremadura bajo un sistema parlamentario, dando cuenta de los presupuestos y proyectos de leyes autonómicas, las cuales son aprobados, revocados o modificados por votación de la cámara.
La sede de la Junta de Extremadura está ubicada en la ciudad de Mérida, en el edificio del Conventual Santiaguista. El Conventual, construido en el siglo XV, está integrado por la Torre del Homenaje —un rectángulo de dos plantas, construido con sillares de granito y con un vano en su parte superior— y el Templo contiguo realizado en mampostería con sillares en las esquinas, también dividido en dos plantas.
Actualmente la presidenta de la Junta de Extremadura es María Guardiola Martín, del PP, elegida, con el apoyo de VOX, tras las elecciones del 28 de mayo de 2023 por la Asamblea de Extremadura.

## Historia
Con anterioridad, encontramos los antecedentes de las actuales instituciones extremeñas en la Capitanía General de Extremadura (1641), cuya gobernación de la entonces Provincia de Extremadura tenía competencias políticas y militares, al frente del Real Ejército de Extremadura. Y conformándose formalmente en 1785, con su reconocimiento de facto con la creación de la Real Audiencia de Extremadura (1790), cuya existencia real y unitaria proyecta una particular historia y cultura compartidas.
La instauración de la democracia en España de 1978 tras la dictadura franquista trajo consigo la instauración de la institución precursora de la actual Junta de Extremadura. El Real Decreto 19/1978 aprobaba la creación y constitución de la "Junta Regional de Extremadura", un ente preautonómico transitorio que tendría competencias sobre los municipios de las provincias de Cáceres y Badajoz en tanto en cuanto se constituyeran los órganos autonómicos de acuerdo a lo establecido en la Constitución.
La creación de dicha institución respondía a las reivindicaciones de las fuerzas parlamentarias extremeñas de contar con instituciones propias de autogobierno en el marco de la nueva organización del territorio español, aun cuando aún no se había promulgado la constitución que permitiría a la región formalizarse como una comunidad autónoma. Manuel Bermejo Hernández ocupó el cargo de presidente interino del organismo de gobierno provisional.
La constitución de Extremadura como autonomía se realizó, al igual que el resto de comunidades autonómicas — a excepción de Cataluña, País Vasco, Galicia y Andalucía — a través del artículo 143 de la Constitución. En el marco de dicha vía, el 12 de mayo de 1980 la Junta Regional acordó iniciar el proceso de transición para la elaboración del Estatuto de Autonomía, para lo cual se convocó una Asamblea integrada por miembros de las Diputaciones, así como Diputados y senadores de la región. Dicha asamblea aprobó, en la ciudad de Mérida, el Proyecto Estatuto de Autonomía para Extremadura el 12 de diciembre de 1981.
La aprobación definitiva, que trajo consigo la constitución definitiva de la comunidad autónoma, así como de la Junta de Extremadura y la asamblea parlamentaria, tuvo lugar en la votación del 25 de febrero de 1983 en el Congreso de los Diputados, con 228 votos a favor, 3 en contra y 73 abstenciones. La denominación de la Junta de Extremadura, de raíces históricas al igual de otros gobiernos autonómicos con denominación similar, hacía honor al ente precursor de la nueva administración. 
Las primeras elecciones autonómicas se celebraron el 8 de mayo de 1983, resultando en la victoria del Partido Socialista Obrero Español con el 53,27% de los sufragios. De dichos comicios se creó la primera Asamblea de Extremadura, que en su sesión plenaria del 7 de junio invistió al candidato socialista Juan Carlos Rodríguez Ibarra como primer presidente de la Junta de Extremadura.
Rodríguez Ibarra revalidó revalidó su cargo en las siguientes cinco legislaturas, manteniéndose como presidente autonómico durante 24 años. Guillermo Fernández Vara, también candidato por el PSOE, fue investido presidente para la VI legislatura en 2007.
Tras 28 años de gobiernos consecutivos del PSOE, el primer relevo en el gobierno de la Junta de Extremadura se produjo en las Elecciones a la Asamblea de Extremadura de 2011, en las cuales el candidato del Partido Popular,  José Antonio Monago, fue investido presidente para la IX legislatura, tras su victoria en dichos comicios. Dicha investidura fue posible gracias a la abstención de Izquierda Unida.
Durante su mandato, Monago trató de cambiar la denominación del gobierno autonómico, sustituyéndolo por "Gobierno de Extremadura". Ya que dicho cambio requería modificar el estatuto de autonomía y la Asamblea negó a dicho cambio, se trató de evitar dicha prohibición mediante la modificación del decreto que definía la imagen corporativa de la institución. En el nuevo decreto se definía un nuevo logotipo y marca comercial para la Junta en las cuales esta sería denominada "Gobierno de Extremadura" o "GobEx". Dicho cambio no tenía valor jurídico, por lo que a nivel institucional el gobierno seguía siendo "Junta de Extremadura", aunque dicho nombre se evitase en cualquier canal de comunicación que no fuese un documento oficial para tratar de hacer penetrar la nueva marca comercial como nombre de la institución.
Las Elecciones a la Asamblea de Extremadura de 2023 otorgaron la victoria al PSOE, aunque gracias a un acuerdo de coalición entre el Partido Popular y VOX, María Guardiola, la líder del PP, fue investida como presidenta, siendo la primera mujer que ostenta este cargo.

## Composición del Gobierno Junta de Extremadura
En la XI Legislatura (2023-2027), la composición del gobierno de Extremadura es la siguiente.